# 洛隆县
洛隆县（藏語：ལྷོ་རོང་རྫོང，威利转写：lho rong rdzong，藏语拼音：Lhorong Zong）位于中國西藏自治區东部、怒江上游，是昌都市西南部的一個縣，藏语意思为“南谷”。
地理位置东经95°20'-96°32'，北纬30°15'-31°15'。与之接壤的县市有：东边八宿县，南边波密县，西边边坝县，北边丁青县、类乌齐县。全縣面积8108平方公里，常住人口5.32万人。
该县为1959年，将原本的洛隆宗和硕督宗合并成立的。
2022年8月，清华大学所属的白衣乡路西藏实践支队来到洛隆县，调研当地医疗卫生情况。

## 行政区划
洛隆县下辖4个镇、7个乡：
孜托镇、硕督镇、康沙镇、马利镇、达龙乡、新荣乡、白达乡、玉西乡、腊久乡、俄西乡和中亦乡。

## 人口
根据第七次人口普查数据，截至2020年11月1日零时，洛隆县常住人口为53185人。
2003年总人口4万人。

## 交通
- 349国道